# Biomphalaria angulosa
Biomphalaria angulosa е вид коремоного от семейство Planorbidae.

## Разпространение
Видът е разпространен в Замбия, Малави и Танзания.